# Cachantún Cup
Cachantún Cup — международный теннисный турнир среди женщин, проводимый в Винья-дель-Маре на открытых грунтовых кортах.

## Общая информация
Чилийский турнир проведён единственный раз в 2008 году, когда WTA, в рамках изменений своего календаря решила создать в промежутке между Australian Open и турниром первой категории в Индиан-Уэллсе дополнительное соревнование в Новом Свете. Первый выбор пал на Чили: был подписан пробный однолетний контракт на проведение грунтового турнира одной из базовых категорий. Дебютный чемпионат был проведён в середине февраля, собрав достаточно сильный, по меркам турниров подобного уровня состав. Стороны собирались продлить контракт, но переговоры так ни к чему и не привели. В итоге в календаре следующего года вакансию заняло хардовое соревнование в Мексике.

## Финалы прошлых лет

### Одиночный разряд
| Год  | Чемпионка       | Финалистка       | Счёт финала     |
| ---- | --------------- | ---------------- | --------------- |
| 2008 | Флавия Пеннетта | Клара Закопалова | 6-4 5-4 — отказ |

### Парный разряд
| Год  | Чемпионки                        | Финалистки                 | Счёт финала |
| ---- | -------------------------------- | -------------------------- | ----------- |
| 2008 | Лига Декмейере Алиция Росольская | Мария Корытцева Юлия Шруфф | 7-5 6-3     |